# Before We Were So Rudely Interrupted
Before We Were So Rudely Interrupted studijski je album koji je snimljen od ponovno okupljenih The Animalsa u originalnoj postavi. Album je objavljen 1977. godine od diskografske kuće Jet.

## O albumu
Album su snimila petorica članova iz originalne postave Animalsa, Eric Burdon, Alan Price, Hilton Valentine, Chas Chandler i John Steel te je prvi njihov snimljeni materijal od 1965. godine. Before We Were So Rudely Interrupted dobio je vrlo povoljne kritike. Dave Marsh novinar časopisa Rolling Stone nazvao ga je iznenađujuće uspješnim te da je pravi pogodak originalni Animalsa gdje nanovo dominiraju Price i Burdon u tvrdim blues izvedbama. Bruce Eder na Allmusicu piše da se na snimljenom materijalu nakratko izgubila klasika, dok između ostalog izdvaja pjesme "It's All Over Now, Baby Blue", "Fire on Sun", "As the Crow Flies", "Many Rivers to Cross", "Riverside County" i "The Fool". Talijanski e-časopis postavio ga je na #42 svog popisa "Top sto najboljih albuma svih vremena".
Međutim, izdavačka kuća napravila je lošu promociju albuma, nije održana turneja, a zvuk se nije najbolje uklopio u tada popularni disco i punk rock. Dospio je na #70 američke top ljestvice pop albuma, #24 Nizozemske ljestvice, a u Velikoj Britaniji nije se niti pojavio na ljestvicama.

## Popis pjesama

### Strana prva
1. "Brother Bill (The Last Clean Shirt)" (Jerry Leiber, Mike Stoller, Clyde Otis) - 3:18
2. "It's All Over Now, Baby Blue" (Bob Dylan) - 4:39
3. "Fire on the Sun"  - 2:23
4. "As the Crow Flies" (R. Stanley) - 3:37
5. "Please Send Me Someone to Love" (Percy Mayfield) - 4:44

### Strana druga
1. "Many Rivers to Cross" (Jimmy Cliff) - 4:06
2. "Just a Little Bit" (John Thornton, Ralph Bass, Earl Washington, Piney Brown) - 2:04
3. "Riverside County" (Eric Burdon, Alan Price, Hilton Valentine, Chas Chandler, John Steel) - 3:46
4. "Lonely Avenue" (Doc Pomus) - 5:16
5. "The Fool" (Naomi Ford) - 3:24

## Izvođači
- Eric Burdon – vokal
- Alan Price – klavijature
- Hilton Valentine – gitara
- Chas Chandler – bas-gitara
- John Steel – bubnjevi